# 폴라 패리스
폴라 패리스(Paula Faris, 1975년 10월 26일 ~ )는 미국의 특파원, 뉴스 진행자이다.